# GM Daewoo
GM Daewoo (지엠대우) er et sydkoreansk bilmærke ejet af General Motors, som profilerer sig med lave priser. Daewoo kom til Danmark i midten af 1990'erne med Daewoo Nexia og blev solgt gennem Nissans forhandlernet. Fra 2005 blev Daewoos modeller blevet solgt med Chevrolet-mærke i Vesteuropa, indtil GM trak sig ud af Europa. I Sydkorea og Østeuropa bruges navnet dog fortsat.{{ I Rumænien, Polen, Ukraine og Usbekistan bygges modeller til hjemmemarkederne. Den usbekiske fabrikant hedder UzDaewooAuto. I Ukraine sælges visse Daewoo-modeller under navnet ZAZ.

## Modeller
I 2005 valgte GM Daewoo at omdøbe deres biler til Chevrolet.
- Daewoo Matiz (Chverolet Spark, Pontiac Matiz)
- Daewoo Kalos (Chevrolet Kalos & Aveo, Pontiac Wave, Suzuki Swift+)
- Daewoo Gentra (Chevrolet Aveo, Pontiac Wave)
- Daewoo Lacetti (Chevrolet Optra & Lacetti, Suzuki Forenza, Buick Excelle)
- Daewoo Tosca (Chevrolet Epica, Holden Epica, Suzuki Verona)
- Daewoo Statesman (Holden Statesman, Chevrolet Caprice)
- Daewoo Rezzo (Chevrolet Rezzo & Tacuma)
- Daewoo Win-Storm (Chevrolet Captiva, Holden Captiva)
- Daewoo Damas
- Daewoo Nexia
- Daewoo Leganza
- Daewoo Lanos
- Daewoo Nubira
- Daewoo Tico

## Ekstern henvisning
- GM Daewoo Arkiveret 20. maj 2013 hos  Wayback Machine